# Dorothy Ashby
Dorothy Jeanne Ashby (* 6. August 1932 in Detroit, Michigan als Dorothy Jeanne Thompson; † 13. April 1986 in Santa Monica, Kalifornien) war eine US-amerikanische Jazz-Harfenistin und Komponistin. Sie zählt zu den wenigen Harfenistinnen des Modern Jazz, insbesondere des Bebop. Das New Groove Dictionary of Jazz hält sie für die einzig wichtige Harfenistin des Bop. Zwar gab es schon vor Ashby Jazzharfenisten wie Adele Girard, doch brachte sie den spezifischen Klang der Harfe erfolgreicher in den Modern Jazz ein, als ihre Vorgänger. Sie experimentierte auch schon mit gitarrenartigen elektrisch verstärkten Sounds und beeinflusste damit spätere Harfenisten wie Deborah Henson-Conant, Andreas Vollenweider und Carol Robbins. 

## Leben und Werk
Ashby wuchs in Detroit auf, wo ihr Vater, der Gitarrist Wiley Thompson sie in den Jazz einführte. Als junges Mädchen spielte sie zunächst Klavier. Sie studierte an der Cass Technical High School gemeinsam mit späteren Jazzgrößen wie Donald Byrd, Gerald Wilson und Kenny Burrell. Bevor sie sich mit dem Harfenspiel beschäftigte, spielte sie außerdem Saxophon und Kontrabass. 
Nach ihrem Studium (Klavier und Musikerziehung) begann sie in der Jazzszene Detroits als Pianistin; schließlich wurde ab 1952 die Harfe ihr Hauptinstrument. Um für die Anerkennung der Harfe, die mit ihrem spezifischen Klangbild eher der europäischen klassischen Musik zugerechnet wurde, im damals sehr bläserdominierten Jazz zu werben, organisierte sie Shows mit freiem Eintritt und spielte mit ihrem Trio auf Tanzfesten und Hochzeiten. Von den späten 1950er-Jahren an nahm sie mit Ed Thigpen, Richard Davis, Jimmy Cobb, Frank Wess und anderen Platten auf. Während der 1960er-Jahre hatte sie in Detroit auch eine eigene Radiosendung.
Mit ihrem Trio, dem auch ihr Ehemann John Ashby als Drummer angehörte, tourte sie regelmäßig und nahm mehrere Alben auf. Sie spielte auch mit Louis Armstrong und Woody Herman. Im jährlichen Poll des Down Beat-Magazins wurde sie 1962 zur besten Jazzmusikerin auf ihrem Instrument gewählt. In dieser Zeit arbeitete sie auch mit ihrem Mann in einer Theatergruppe, den Ashby Players, für die sie Drehbücher schrieb. 
In den späteren 1960er-Jahren ließen sich die Ashbys in Kalifornien nieder, wo Dorothy Ashby als Studiomusikerin arbeitete. Dabei unterstützte sie Bill Withers, der sie an Stevie Wonder empfahl. Dadurch etablierte sie sich in der Studio-Szene von Los Angeles und nahm mit zahlreichen Künstlern wie Dionne Warwick, Diana Ross, Earth, Wind & Fire und Barry Manilow Platten auf. So spielte sie die Harfe in dem Song If It’s Magic auf Stevie Wonders Album Songs in the Key of Life von 1976. Sie ist auch auf dem Bill-Withers-Album Justments zu hören.
Dorothy Ashby schrieb eine Anleitung für die Verwendung von Harfe und Violoncello im Jazz mit modernen Harmonien.

## Diskographie (Auswahl)
Zwischen 1956 und 1970 nahm Dorothy Ashby zehn Alben für Jazzlabel wie Savoy, Cadet, Prestige, New Jazz, Argo, Jazzland und Atlantic auf.
- 1957: The Jazz Harpist (Regent, Savoy) mit Frank Wess, Eddie Jones oder Wendell Marshall, Ed Thigpen
- 1958: In a Minor Groove (Prestige) mit Frank Wess, Herman Wright, Art Taylor
- 1958: Hip Harp (Prestige) mit Frank Wess, Herman Wright, Roy Haynes
- 1961: Dorothy Ashby (Jazzland)
- 1961: Soft Winds: The Swinging Harp Of Dorothy Ashby (Jazzland)
- 1965: The Fantastic Jazz Harp of Dorothy Ashby (Atlantc) mit Junior Mance
- 1968: Afro Harping (Cadet)
- 1969: Dorothy’s Harp (Cadet)
- 1970: The Rubáiyát of Dorothy Ashby (Cadet)[3]
- 1984: Django/Misty (Philips)
- 1984: Concerto De Aranjuez (Philips)
- 1984: Osamu Kitajima – The Source (CBS)